# Sân bay Wonju
Sân bay Wonju là một sân bay ở Wonju, Hàn Quốc (IATA: WJU, ICAO: RKNW). Năm 2006, có 80.361 lượt khách thông qua sân bay này. Lưu trữ ngày 29 tháng 9 năm 2007 tại Wayback Machine

## Các hãng hàng không và các điểm đến
| Korean Air | KE | KAL | Jeju | CJU | RKPC | Sân bay quốc tế Jeju |